# Piotr Polak (polityk)
Piotr Stanisław Polak (ur. 20 stycznia 1961 w Grabince) – polski polityk, rolnik, samorządowiec, poseł na Sejm VI, VII, VIII, IX i X kadencji.

## Życiorys
Ukończył w 1985 studia z mechanizacji rolnictwa na Wydziale Rolnym Akademii Rolniczej w Poznaniu. Zajął się prowadzeniem indywidualnego gospodarstwa rolnego. W latach 1994–2002 zasiadał w radzie gminy Zadzim, następnie do 2006 był radnym powiatu poddębickiego. Od 2006 do 2007 zajmował stanowisko starosty tego powiatu. Działa w Akcji Katolickiej.
W wyborach parlamentarnych w 2007 uzyskał mandat posła na Sejm VI kadencji z listy Prawa i Sprawiedliwości. Startował w okręgu sieradzkim, uzyskując 6747 głosów. W wyborach w 2011 uzyskał reelekcję (otrzymując 9022 głosy). Bez powodzenia kandydował w wyborach do Parlamentu Europejskiego w 2014. W 2015, 2019 i 2023 był ponownie wybierany do Sejmu, otrzymując odpowiednio 16 637 głosów, 34 056 głosów oraz 23 845 głosów. W 2024 z listy PiS bez powodzenia startował w wyborach do Parlamentu Europejskiego z okręgu nr 6, otrzymując 12 556 głosów (1,66%).